# Jagaaan
Jagaaan (ジャガーン, Jagān) est un seinen manga écrit par Muneyuki Kaneshiro et dessiné par Kensuke Nishida. Il est prépublié du 6 février 2017 au 8 novembre 2021 dans le Big Comic Spirits, puis publié en volumes reliés par l'éditeur japonais Shōgakukan, pour un total de 14 tomes. La version française est éditée par Kazé depuis janvier 2019.

## Synopsis
Shintarô Jagasaki est un policier vivant une vie ennuyeuse, il s'imagine tirer sur tout ce qui l'énerve. Après une pluie de grenouilles, certains humains perdent la raison en se transformant en monstre, ils sont appelés : les humains brisés. Choisi par une étrange chouette nommée Doku, Shintarô va devenir Jagaaan, l'humain brisé à la gâchette facile.

## Personnages
Shintarou Jagasaki (蛇ヶ崎 晋太郎, Jagasaki Shintarō)
C'est un jeune policier de quartier. Sa vie est ennuyeuse... Il est timide mais adore se prendre pour un cowboy en "tirant" sur tous ceux qui l'énervent. Un jour, il est contaminé par une grenouille et devient Jagaaan.
Doku (毒山田 惨死郎, Doku)
Il s'agit d'une chouette adorant dévorer les grenouilles. C'est le partenaire de Shintarou Jagasaki.
Clarabelle Kawamoto (川本 クララベル, Kawamoto Kuraraberu)
Une jeune fille travaillant en tant que jeune policière de quartier. Elle est amoureuse de son supérieur Shintarou Jagasaki. C'est une personne très tendue mais qui sait se montrer attentionnée envers les autres.
Yuriko Ishizaka (石坂 由利子, Ishizaka Yuriko)
C'est la première petite-amie de Shintarou Jagasaki, elle a 27 ans. Elle vit avec lui mais semble frustrée qu'il ne semble pas intéressé par le mariage. Juste après la pluie de grenouilles, elle se transforme en monstre et tente de tuer Shintarou.

## Manga
Le premier chapitre de Jagaaan est publié le 6 février 2017 dans le Big Comic Spirits,. Depuis, la série est éditée sous forme de volumes reliés par Shōgakukan et compte, au total, 14 tomes. La version française est publiée par Kazé à partir du 16 janvier 2019. En novembre 2020, le manga entre dans son arc final. Le manga s'est conclu le 8 novembre 2021 dans le 49e numéro du Big Comic Spirits,.

### Liste des volumes
| no | Japonais          | Japonais          | Français         | Français          |
| no | Date de sortie    | ISBN              | Date de sortie   | ISBN              |
| --- | ----------------- | ----------------- | ---------------- | ----------------- |
| 1 | 30 mai 2017       | 978-4-09-189505-9 | 16 janvier 2019  | 978-2-8203-3520-3 |
| Liste des chapitres : - Chapitre 1 : Pan ! T'es mort ! - Chapitre 2 : Les Détraqués - Chapitre 3 : Sourire forcé - Chapitre 4 : La dure réalité - Chapitre 5 : Simulacre de bonheur - Chapitre 6 : Le clou de la cérémonie - Chapitre 7 : Un avenir rêvé |                   |                   |                  |                   |
| 2 | 28 juillet 2017   | 978-4-09-189602-5 | 10 avril 2019    | 978-2-8203-3538-8 |
| Liste des chapitres : - Chapitre 8 : Ne pas mourir pour rien - Chapitre 9 : Complexe de supériorité - Chapitre 10 : La vie à pleines dents - Chapitre 11 : Un arc-en-ciel dans la nuit - Chapitre 12 : Les déclencheurs - Chapitre 13 : L'amour - Chapitre 14 : M. Shakutani, le prof de chimie - Chapitre 15 : Prêt à tout avaler - Chapitre 16 : Du côté des gentils - Chapitre 17 : Bouillonnements et tressaillements - Chapitre 18 : Un trip destructeur                    |                   |                   |                  |                   |
| 3 | 30 octobre 2017   | 978-4-09-189719-0 | 19 juin 2019     | 978-2-8203-3560-9 |
| Liste des chapitres : - Chapitre 19 : A mes pieds - Chapitre 20 : Ensemble, nous allons sauver le monde - Chapitre 21 : Le droit de juger - Chapitre 22 : Premier combat - Chapitre 23 : Là où ça fait mal - Chapitre 24 : Je me demande pourquoi - Chapitre 25 : Fin malheureuse - Chapitre 26 : Date d'expiration - Chapitre 27 : Chevaliexaspéré - Chapitre 28 : Je les taille en pièces - Chapitre 29 : Ta gueule ! - Chapitre 30 : Tomber amoureux                          |                   |                   |                  |                   |
| 4 | 23 février 2018   | 978-4-09-189795-4 | 17 août 2019     | 978-2-8203-3584-5 |
| Liste des chapitres : - Chapitre 31 : Trouver sa place - Chapitre 32 : Je compte sur toi - Chapitre 33 : H - Chapitre 34 : Théories sur la paix - Chapitre 35 : Que cet instant dure toujours - Chapitre 36 : Toi et moi - Chapitre 37 : Snip snip party - Chapitre 38 : Je ne regrette vraiment pas - Chapitre 39 : Ferveur - Chapitre 40 : Bande de nazes - Chapitre 41 : Extermination - Chapitre 42 : La justice et le mal                                                   |                   |                   |                  |                   |
| 5 | 29 juin 2018      | 978-4-09-189893-7 | 16 octobre 2019  | 978-2-8203-3744-3 |
| Liste des chapitres : - Chapitre 43 : Le sens de mon existence - Chapitre 44 : Pine d'huître - Chapitre 45 : Merci beaucoup - Chapitre 46 : Qui d'autre ? - Chapitre 47 : Il faut que j'en ai vraiment envie - Chapitre 48 : Deviens mon bras droit - Chapitre 49 : A quoi a servi mon existence - Chapitre 50 : Charge maximale - Chapitre 51 : Je t'ai fait une promesse - Chapitre 52 : Beaucoup plus tard - Chapitre 53 : Plus ou moins la même chose - Chapitre 54 : Yadori |                   |                   |                  |                   |
| 6 | 30 octobre 2018   | 978-4-09-860120-2 | 27 novembre 2019 | 978-2-8203-3745-0 |
| Liste des chapitres : - Chapitre 55 : S.K.A.T - Chapitre 56 : Happy birthday - Chapitre 57 : Les semi-Détraqués - Chapitre 58 : Watchy - Chapitre 59 : Pas des humains - Chapitre 60 : Trop jolie - Chapitre 61 : C'est bien mon cœur - Chapitre 62 : Instants de bonheur - Chapitre 63 : Héroïne - Chapitre 64 : Première fois - Chapitre 65 : Domination - Chapitre 66 : Chenille verte, chenille poilue                                                                       |                   |                   |                  |                   |
| 7 | 28 février 2019   | 978-4-09-860224-7 | 19 février 2020  | 978-2-8203-3781-8 |
| Liste des chapitres : - Chapitre 67 : Nouveau pouvoir - Chapitre 68 : Vengeance justifiée - Chapitre 69 : Où est la justice ? - Chapitre 70 : Boules de terre - Chapitre 71 : Les gagnants et les perdants - Chapitre 72 : Petite chrysalide - Chapitre 73 : Papillon - Chapitre 74 : Ultime justice - Chapitre 75 : Dénouement et décision - Chapitre 76 : Pareils - Chapitre 77 : Pas trop tard pour devenir papillon - Chapitre 78 : Deader Land                              |                   |                   |                  |                   |
| 8 | 28 juin 2019      | 978-4-09-860317-6 | 3 juin 2020      | 978-2-8203-3798-6 |
| Liste des chapitres : - Chapitre 79 : Les gardiens - Chapitre 80 : Réceptacle - Chapitre 81 : Entre nous deux - Chapitre 82 : Héros, héroïne - Chapitre 83 : Cette Airi-là - Chapitre 84 : Le droit de mentir - Chapitre 85 : Choix ultime - Chapitre 86 : Game over - Chapitre 87 : Breakdance - Chapitre 88 : Notre projet - Chapitre 89 : Et si on parlait de vos désirs ? - Chapitre 90 : Deader Land Circus                                                                 |                   |                   |                  |                   |
| 9 | 28 juin 2019      | 978-4-09-860317-6 | 3 juin 2020      | 978-2-8203-3798-6 |
| Liste des chapitres : - Chapitre 91 : Exécutions capitales - Chapitre 92 : Double lever de rideau - Chapitre 93 : Le clou du spectacle - Chapitre 94 : Non-sens - Chapitre 95 : Course à mort - Chapitre 96 : Destins croisés - Chapitre 97 : Feu d'artifice - Chapitre 98 : Troisième choix - Chapitre 99 : Mon histoire - Chapitre 100 : Ultime désir - Chapitre 101 : Signe distinctif - Chapitre 102 : Lucioles                                                              |                   |                   |                  |                   |
| 10 | 27 avril 2020     | 978-4-09-860597-2 | 2 septembre 2020 | 978-2-8203-3831-0 |
| Liste des chapitres : - Chapitre 103 : Cinq mois plus tard - Chapitre 104 : Renaissance explosive - Chapitre 105 : La team Récup' - Chapitre 106 : Yukimaru - Chapitre 107 : Chat domestique - Chapitre 108 : Un vide dans le cœur - Chapitre 109 : Planète masturbation - Chapitre 110 : Début de collaboration - Chapitre 111 : Opération infiltration - Chapitre 112 : L'Ogre noir - Chapitre 113 : Bas les masques - Chapitre 114 : Une équipe de tonnerre                   |                   |                   |                  |                   |
| 11 | 30 septembre 2020 | 978-4-09-860713-6 | 27 janvier 2021  | 978-2-8203-3852-5 |
| Liste des chapitres : - Chapitre 115 : Trois contre trois - Chapitre 116 : Montée au front - Chapitre 117 : L'imposteur - Chapitre 118 : Légitime défense - Chapitre 119 : Prise de contact - Chapitre 120 :La veille au soir - Chapitre 121 : Première phase - Chapitre 122 : Affrontements croisés - Chapitre 123 : J'assure comme une bête - Chapitre 124 : Le jeu de la mort - Chapitre 125 : Dernière danse - Chapitre 126 : Nuit démoniaque                                |                   |                   |                  |                   |
| 12 | 26 février 2021   | 978-4-09-860857-7 | 7 juillet 2021   | 978-2-8203-3868-6 |
| Liste des chapitres : - Chapitre 127 : Laissée pour compte - Chapitre 128 : Moi, maman et papa 021 - Chapitre 129 : Crime et châtiment - Chapitre 130 : Duel - Chapitre 131 : Lucky Punch - Chapitre 132 : Quand Airi rencontre Belle - Chapitre 133 : Junk story - Chapitre 134 : Fierté - Chapitre 135 : Il y a un problème ? - Chapitre 136 : J'arrête d'être moi - Chapitre 137 : Je récolte ce que j'ai semé - Chapitre 138 : Ce monde de dingues                           |                   |                   |                  |                   |
| 13 | 30 juillet 2021   | 978-4-09-861112-6 | 5 janvier 2022   | 978-2-8203-4095-5 |
| Liste des chapitres : - Chapitre 139 : Le soleil se couche - Chapitre 140 : J'aime avoir de la peine - Chapitre 141 : Comme un bug - Chapitre 142 : Black Defense - Chapitre 143 : Double chute - Chapitre 144 : Dernière nuit avant la fin du monde - Chapitre 145 : Ce que je peux faire - Chapitre 146 : Je te déteste - Chapitre 147 : Maître Buppaman - Chapitre 148 : Le côté sombre - Chapitre 149 : Dark Jagaaan                                                         |                   |                   |                  |                   |
| 14 | 28 décembre 2021  | 978-4-0986-1171-3 | 22 juin 2022     | 978-2-8203-4118-1 |
| Liste des chapitres : - Chapitre 150 : Mégafusion - Chapitre 151 : Dissolution - Chapitre 152 : Back to the Buppa - Chapitre 153 : Solitude - Chapitre 154 : Transcendance - Chapitre 155 : Suicide collectif - Chapitre 156 : Sortilège - Chapitre 157 : Blanc - Chapitre 158 : LAST - Chapitre 159 : Belle Jagaaan - Chapitre 160 : B•U•P•P•A - Chapitre 161 : Au-delà des rêves - Chapitre 162 : Épilogue - Chapitre final : Humain                                           |                   |                   |                  |                   |